# Деркумова болест
Деркумова или Андерова болест (лат. Morbus Dercum s. Adiposis dolorosa) је ретко обољење непознате етиологије, које се карактерише мултиплим болним липомима који се јављају у одраслом добу. Болест се најчешће јавља код гојазних жена у постменопаузи, мада од ње могу да оболе и мушкарци.
У стручној литератури први пут ју је описао 1892. године амерички неуролог Френсис Завијер Деркум (енгл. Francis Xavier Dercum).

## Клиничка слика
Почетак болести је неприметан. До тада здрава жена, примећује израслине (у виду громуљица) које се могу појавити по целом телу, осим у пределу главе и врата. За веома кратко време долази до повећања телесне тежине. Настале промене прати бол и општа малаксалост. Бол се појачава са повећањем количине масног ткива, а његов интензитет може варирати од нелагодности при палпацији до болова у виду паљења, пробадања и до појаве јаких болова по целом телу. Бол се појачава при загревању коже, током туширања и ношења уске одеће.
На основу локализације и ширења бола, разликују се три типа Деркумове болести:
- јукстаартикуларни тип (тип I) - са болним наслагама масног ткива у пределу колена или кука,
- генерализовани тип (тип II) - са дифузним болом и
- нодуларни тип (тип III) - са интензивним болом око липома.[2]

Остали симптоми и знакови болести су: трњење прстију праћено цијанозом и отежаним покретима (најверовазније због компресије медијалног нерва), склоност ка стварању модрица, хронична малаксалост, јутарња укоченост, главобоље, проблеми са концентрацијом и памћењем, депресија и сл. С обзиром на чињеницу да обољење прати овако широк дијапазон различитих симптома, 1981. године је предложено да се болест преименује у Деркумов синдром.

## Дијагноза
Дијагноза се поставља на основу анамнезе, клиничке слике, клиничког прегледа, лабораторијских налаза (преглед крви, хормонални статус) и других допунских метода.

## Лечење
Као вид медикаментозне терапије користе се кортикостероиди, анестетици (лидокаин), аналгетици за ублажавање болова и др. За редукције телесне тежине и масног ткива изводе се липосукција и ексцизија појединих липома. Осим тога примењују се и дијета, масажа, акупунктура, топле купке, технике опуштања, когнитивна бихевиорална терапија, хипноза итд.